# Agrotis leonina
Agrotis leonina är en fjärilsart som beskrevs av Köhler 1958. Agrotis leonina ingår i släktet Agrotis och familjen nattflyn. Inga underarter finns listade i Catalogue of Life.